# Vähä Lammassaari
Vähä Lammassaari är en ö i Finland. Den ligger i sjön Päijänne och i kommunen Asikkala i den ekonomiska regionen  Lahtis ekonomiska region  och landskapet Päijänne-Tavastland, i den södra delen av landet, 130 km norr om huvudstaden Helsingfors. Öns area är 3 hektar och dess största längd är 330 meter i sydväst-nordöstlig riktning.